# Агафонов, Андрей Фёдорович
Андрей Фёдорович Агафонов (25 ноября 1884, Самара, Самарская губерния, Российская империя — 20 июня 1946, Казань, Татарская АССР, СССР) — советский медик, педиатр, инфекционист. Основатель казанской школы детских инфекционистов. Доктор медицинских наук, профессор, заведовал кафедрами Казанских ГИДУВа и мединститута. Являлся заместителем Наркома здравоохранения ТАССР (1939) и директором Центрального педиатрического института МЗ РСФСР (1943-1944). Депутат Верховного Совета РСФСР I созыва. 

## Биография
Был младшим из шести детей в семье агронома Фёдора Ивановича, мать происходила из обедневших дворян. Вскоре после рождения Андрея семья переезжает в Казань. Андрей Фёдорович оканчивает здесь гимназию и поступает на медфак Казанского университета. По получении диплома врача работал ординатором и сверхштатным ассистентом в детской клинике у профессоров П. М. Аргутинского и В. К. Меньшикова.
В 1914—1917 г.г. — военврач на полях Первой мировой войны. После Февральской революции возвращается в Казань, с 1919 г. по рекомендации профессора В. С. Груздева становится штатным ассистентом детской клиники.
В 1918 г. возглавил Первую городскую детскую больницу, перепрофилированную впоследствии в 1-ю инфекционную больницу, и был её главным врачом до своей смерти. Ныне больница носит его имя (с 1946 года), на фасаде её по решению правительства Республики Татарстан установлена мемориальная доска в его память.
В декабре 1927 г. становится заведующим кафедрой инфекционных болезней Казанского ГИДУВа, в 1928 г. — приват-доцентом, а 1931 г. — профессором этой кафедры.
С 1931 г. по совместительству преподаёт в КГМИ, где с 1933 г. профессор и зав. кафедрой детских инфекций.
Являлся заместителем Наркома здравоохранения ТАССР (1939), директором Центрального педиатрического института МЗ РСФСР (с июля 1943 г. по апрель 1944 г.).
Прах захоронен в склепе на Арском кладбище.
В 1935 г. утверждён Наркомздравом РСФСР в ученой степени доктора медицинских наук и в звании профессора.
Проф. А. Ф. Агафоновым подготовлено 3 доктора и 6 кандидатов медицинских наук.
Избирался депутатом Верховного Совета РСФСР I созыва от Казанского-Молотовского избирательного округа Татарской АССР (1938—1947).
Был депутатом Казанского городского Совета 4-х созывов (1931—1941).
Сын — Алексей Андреевич Агафонов (1926—2020), хирург, доктор медицинских наук, профессор.
Автор около 20 научных работ.

## Награды и звания
- орден Ленина (23.06.1940) — в ознаменование 20-й годовщины образования Татарской Автономной Советской Социалистической Республики, за достижения в развитии науки
- заслуженный деятель науки РСФСР (22.06.1940)